# 2. nordgrönländischer Landesratswahlkreis
Der 2. nordgrönländische Landesratswahlkreis war von 1911 bis 1951 ein Landesratswahlkreis in Nordgrönland. Der Wahlkreis umfasste die Gemeinden Manermiut und Kangaatsiaq im Kolonialdistrikt Egedesminde.

## Vertreter
Folgende Personen vertraten den Wahlkreis:
| Wahlperiode | Landesrat                                                    | Stellvertreter                              | Anmerkung                                                      |
| ----------- | ------------------------------------------------------------ | ------------------------------------------- | -------------------------------------------------------------- |
| 1911–1916   | Abia Stork                                                   | —                                           | Stellvertreterwahl 1911 ungültig; keine Nachwahl stattgefunden |
| 1917–1922   | Nathanael Steenholdt († 1919) (nicht 1919, 1920, 1921, 1922) | Jonas Mikisuluk († 1921) (1919, 1920, 1921) | Wahlkreis 1922 ohne Vertreter                                  |
| 1923–1926   | Karl Hendriksen                                              | Peter Lundblad                              |                                                                |
| 1927–1932   | Peter Lundblad († 1930) (nicht 1929, 1930, 1931, 1932)       | Isak Schmidt (1929, 1930, 1931, 1932)       |                                                                |
| 1933–1938   | Lars Lundblad                                                | ?                                           |                                                                |
| 1939–1944   | Isak Siegstad († 1943) (nicht 1943)                          | Nikolaj Rosing (1943)                       |                                                                |
| 1945–1950   | Nikolaj Rosing (nicht 1949)                                  | Lars Lundblad (1949)                        |                                                                |